# People Need Love
People Need Love je první singl nahraný a vydaný v roce 1972 švédskou popovou skupinou ABBA, v té době vystupující pod křestními jmény jako Björn & Benny, Agnetha & Anni-Frid. Píseň byla také zařazena na jejich první studiové album Ring Ring, které vyšlo o rok později.

## Seznam skladeb
A. People Need Love – 2:45
B. Merry-Go-Round (En Karusell) – 3:24

## Píseň
Hudbu i text k písni "People Need Love" napsala autorská dvojice Benny Andersson a Björn Ulvaeus. Nahrávka je postavena na střídání hlavních vokálů všech čtyřech členů ABBY.
Stejně jako debutové album ani tento singl ještě nepřinesl kvartetu větší celosvětový ohlas. Balada pojednává o tom, jak by se lidé měli vůči sobě chovat, aby společně vytvořili přijatelnější svět a lépe se jim v něm žilo.

## Hitparády
| Hitparáda (1972)                    | Pořadí |
| ----------------------------------- | ------ |
| Tio i Topp                          | 3.     |
| Švédská singlová hitp./Albová hitp. | 17.    |
| Cashbox Singles Chart/USA           | 114.   |
| Record World Singles Chart/USA      | 117.   |

## Coververze
Švédská folková skupina Nashville Train vytvořila cover verzi skladby v roce 1977, která se stala součástí jejich alba ABBA Our Way, vydaného u labelu Polar Music ve Švédsku.